# Etna (Wyoming)
Etna és una concentració de població designada pel cens dels Estats Units a l'estat de Wyoming. Segons el cens del 2000 tenia 123 habitants.

## Demografia
Segons el cens del 2000, Etna tenia 123 habitants, 44 habitatges, i 34 famílies. La densitat de població era de 24,2 habitants/km².
Dels 44 habitatges en un 45,5% hi vivien nens de menys de 18 anys, en un 65,9% hi vivien parelles casades, en un 9,1% dones solteres, i en un 20,5% no eren unitats familiars. En el 15,9% dels habitatges hi vivien persones soles el 13,6% de les quals corresponia a persones de 65 anys o més que vivien soles. El nombre mitjà de persones vivint en cada habitatge era de 2,8 i el nombre mitjà de persones que vivien en cada família era de 3,17.
Per edats la població es repartia de la següent manera: un 34,1% tenia menys de 18 anys, un 4,1% entre 18 i 24, un 29,3% entre 25 i 44, un 19,5% de 45 a 60 i un 13% 65 anys o més.
L'edat mediana era de 34 anys. Per cada 100 dones de 18 o més anys hi havia 84,1 homes.
La renda mediana per habitatge era de 42.917 $ i la renda mediana per família de 44.375 $. Els homes tenien una renda mediana de 41.667 $ mentre que les dones 0 $. La renda per capita de la població era de 17.423 $. Entorn del 19,4% de les famílies i el 24,5% de la població estaven per davall del llindar de pobresa.

## Poblacions més properes
El següent diagrama mostra les poblacions més properes.